# Raul Proença
Raul Proença (né Raul Proença Sangreman le 10 mai 1884 à Caldas da Rainha, Portugal - 20 mai 1941 à Porto, Portugal) est un écrivain, journaliste et intellectuel portugais. 

## Biographie
Diplômé de l’Instituto Industrial e Comercial de Lisboa en économie et institutions financières, philosophiquement défini comme idéaliste et réaliste, il est le défenseur du socialisme démocratique dans le régime parlementaire du Portugal. 
Reconnu comme une référence dans la pensée politique portugaise dans le premier quart du XXe siècle, il a vivement critiqué sans relâche la Première République portugaise dont il a dénoncé la corruption généralisée. 
Opposé à la dictature militaire (1926), il est condamné à l'exil en 1927 et se réfugie à Paris. 
Revenu au Portugal en 1932, il contracte une grave maladie mentale qui le mène à l'hôpital de Conde Ferreira, où il meurt de la fièvre typhoïde.
Il a été membre du groupe qui a fondé la revue Seara Nova.